# Esther Dale
Esther Dale (10 de noviembre de 1885 - 23 de julio de 1961) fue una actriz estadounidense, conocida principalmente por su papel de Tía Genevieve en el film de 1935 interpretado por Shirley Temple Curly Top. 

## Biografía
Nacida en Beaufort, Carolina del Sur, estudió en el Seminario Leland and Gray de Townsend, Vermont. En Berlín, Alemania, estudió música y disfrutó de una exitosa carrera como cantante de lied. En Estados Unidos fue actriz de teatro de verano, y protagonizó la obra Carrie Nation, representada en Broadway en 1933. 
Su primer film fue Crime Without Passion en 1934. Fue una cara familiar del cine de las décadas de 1930, 1940, y 1950, interpretando con frecuencia a personajes fuertes y autoritarios como funcionarias de prisiones y enfermeras, aunque también se adaptó para encarnar a grandes damas y señoras de la aristocracia. 
A lo largo de los años también trabajó con frecuencia en la televisión. Así, en la temporada 1958-1959 de The Donna Reed Show, Dale interpretaba a un ama de llaves en busca de trabajo, y que era atemorizada por el ratón mascota de Jeff Stone. 
Dale estuvo casada con el guionista Arthur J. Beckhard. Esther Dale falleció en 1961, a causa de las complicaciones surgidas tras una intervención quirúrgica en el Hospital Queen of Angels de Hollywood, California. Fue enterrada en el Cementerio Oakwood en Townshend, Vermont.